# Калачи (Логойский район)
Калачи (бел. Калачы́) — агрогородок в Логойском районе Минской области Беларуси. Административный центр Янушковичского сельсовета.

## География
Расположен в стороне от автодорог Калачи — Логойск Р66, Минск — Калачи — Мядель Р58 в 27 км от города Логойск, и в 40 км от города Минск.

## История
В XVI веке село, шляхетская собственность в Минском уезде и воеводстве. В 1582 году собственность Иоанна Ясинского. В конце XVIII века деревня, центр Калачевского староства Минского воеводства. В 1799 году село на р. Вепря, 7 дворов, 50 жителей, государственная собственность, корчма, водяная мельница. В 1870 году деревня, 24 души мужского пола. В 1920 году во дворе священника открыта школа, которую посещали дети из трех окрестных деревень, в 1924 году в ней учились 35 калачевских детей.
С 1924 года центр Калачевского сельсовета в Логойском районе Минского округа, с 1938 года Минской области, имелась водяная мельница. В 1941 году 28 дворов, 120 жителей.
В Великую Отечественную войну гитлеровцы сожгли 2 двора, погубили 9 жителей, 63 жителя вывезли в Германию, 4 сельчане погибли на фронте, 1 житель в партизанской борьбе.
С 1959 года в составе Янушковичского сельсовета. В 1969 году 55 дворов, 173 жителя.

## Население

### Численность
- 2009 год — 296 жителей

### Динамика
- 2003 год — 388 жителей, 122 двора
- 2009 год — 296 жителей

## Инфраструктура
Расположены центральная усадьба колхоза "Селище", комплексно-приемный пункт, Дом культуры, библиотека, средняя школа, детский сад, фельдшерско-акушерский пункт, отделение связи, магазин.

## Известные лица
- Зинаида Михайловна Бычковская (род. 1941) — Герой Социалистического Труда.